# Dicaeum nitidum
A Dicaeum nitidum a madarak osztályának verébalakúak (Passeriformes) rendjébe és a virágjárófélék (Dicaeidae) családjába tartozó faj.

## Rendszerezése
A fajt Henry Baker Tristram angol ornitológus írta le 1889-ben.

## Alfajai
- Dicaeum nitidum nitidum Tristram, 1889
- Dicaeum nitidum rosseli Rothschild & Hartert, 1914[2]

## Előfordulása
Pápua Új-Guineához tartozó Louisiade-szigetek területén, Tagula, Misima és Rossel szigetein honos. Természetes élőhelyei a szubtrópusi és trópusi síkvidéki esőerdők. Állandó, nem vonuló faj.

## Megjelenése
Testhossza 9 centiméter.

## Természetvédelmi helyzete
Az elterjedési területe kicsi, egyedszáma viszont stabil. A Természetvédelmi Világszövetség Vörös listáján nem fenyegetett fajként szerepel.